# Gary Fisher
Gary Christopher Fisher (ur. 5 listopada 1950 w Oakland) – amerykański kolarz i wynalazca, uznawany za głównego wynalazcę roweru górskiego.

## Życiorys
W wieku 12 lat zaczął startować w wyścigach kolarskich. W 1968 został zawieszony, ponieważ organizatorzy startów znaleźli w regulaminie przepis, który zabraniał startu osobom z długimi włosami. Dopiero po 4 latach przepisy zostały zmienione i Fisher ponownie mógł startować. Osiągnął kilka sukcesów, m.in. w 1998 zwyciężył w 8-dniowym wyścigu TransAlp.
Fisher stara się wypromować rowery górskie z kołami o wielkości 29" i 27,5" (650b) (wymyślonymi w połowie lat 90. przez WTB) w miejsce najbardziej popularnych kół 26". Przekonuje on przy tym, że koła 29" w miejsce 26" są lepsze do zastosowań wszędzie tam, gdzie koło nie musi być ekstremalnie wytrzymałe (rampy, downhill, Four Cross etc.). Pomimo większej średnicy obręcze nie będą dużo cięższe, niż obecnie w kołach 26".